# Kohne Deh
Kohne Deh – wieś w Iranie, w ostanie Azerbejdżan Zachodni, w szahrestanie Mahabad. W 2006 roku liczyła 164 mieszkańców.